# Frente Unida do Consórcio Ambazônia dos Camarões do Sul
A Frente Unida do Consórcio Ambazônia - Camarões do Sul (em inglês:  Southern Cameroons Ambazonia Consortium United Front, SCACUF) é um movimento separatista não violento que visa a independência das duas regiões anglófonas dos Camarões – o Noroeste e o Sudoeste – sob a forma de uma república federal na Ambazônia. Tratava-se de uma organização guarda-chuva, composta por vários movimentos nacionalistas autóctones e de língua inglesa.
Em 1 de outubro de 2017, a Frente Unida declarou a independência das regiões anglófonas camaronesas, com a criação da República Federal da Ambazônia. O líder do movimento, Sisiku Julius Ayuk Tabe, foi nomeado presidente do Estado autoproclamado.
Este movimento posteriormente foi transformado para formar o Governo Interino da Ambazônia.